# Tuyên bố chủ quyền Estonia
Tuyên bố chủ quyền Estonia tiếng Estonia: suveräänsusdeklaratsioon), tên đầy đủ: Tuyên bố về chủ quyền của Cộng hòa Xã hội chủ nghĩa Xô viết Estonia (tiếng Estonia: Deklaratsioon Eesti NSV suveräänsusest), được ban hành ngày 16 tháng 11 năm 1988 trong cách mạng Ca hát ở Estonia. Tuyên bố khẳng định chủ quyền của Estonia và quyền tối cao của luật pháp Estonia trên luật pháp của Liên bang Xô viết. Quốc hội Estonia cũng tuyên bố chủ quyền đối với tài nguyên thiên nhiên của cộng hòa: đất đai, đất liền, rừng, khoáng sản và các phương tiện sản xuất công nghiệp, nông nghiệp, xây dựng, ngân hàng nhà nước, giao thông vận tải, dịch vụ đô thị, vv trên lãnh thổ biên giới Estonia. Ngày 16 tháng 11 được tổ chức hàng năm là "Ngày tuyên bố chủ quyền" của Estonia.

## Tổng quan
Estonia giành được độc lập trong kết quả của thế chiến I và chiến tranh độc lập Estonia (1918–1920). Năm 1940 như là một hệ quả của Hiệp ước không xâm phạm Đức-Xô và Nghị định thư bổ sung bí mật của tháng 8 năm 1939 Estonia là bị chiếm đóng và sáp nhập bởi Liên Xô.
Nhiều quốc gia phương Tây từ chối công nhận sáp nhập Estonia dựa trên luật bởi Liên Xô và chỉ công nhận chính phủ Cộng hòa XHCN Xô viết Estonia là trên thực tế hoặc không công nhận gì cả. Các quốc gia này đã công nhận các nhà ngoại giao và lãnh sự của Estonia, Latvia và Lithuania, những người vẫn hoạt động dưới danh nghĩa các chính phủ cũ của họ. Những nhà ngoại giao già cả này tiếp tục tồn tại trong tình huống bất thường này cho đến khi sự phục hồi cuối cùng của nền độc lập Baltic.